# Poetická Edda

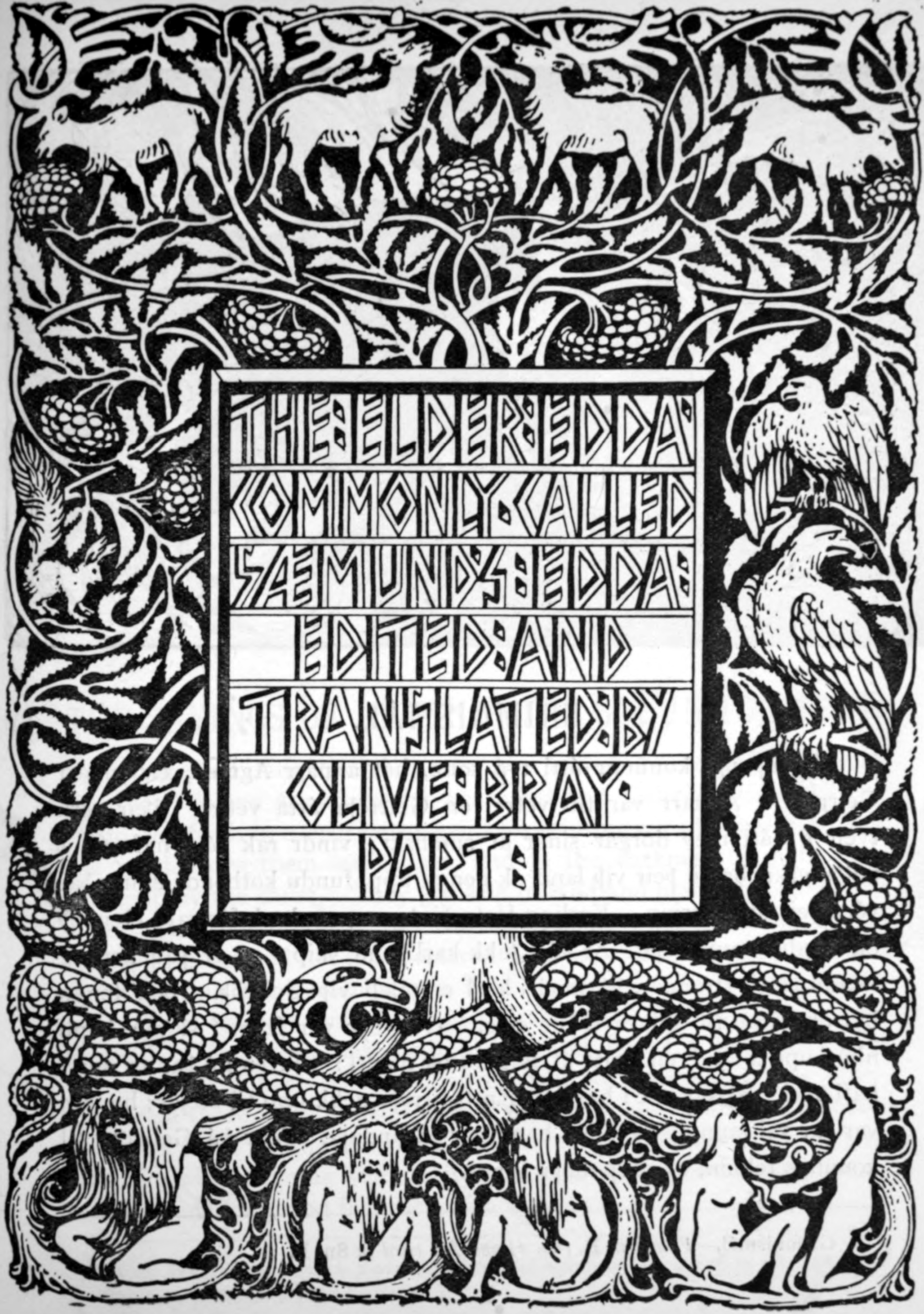
Úvodní strana anglického překladu Poetické Eddy ze začátku 20. století

Poetická Edda (též Starší nebo Saemundova Edda) je název sbírky eddických islandských epických mytologických a hrdinských písní, která vznikala pravděpodobně kolem 10. století ve Skandinávii a díky níž byla zachována velká část informací o severské literatuře, mytologii i historii této doby.

## Původ slovaEdda
Samotné slovo edda poprvé použil Snorri Sturluson pro název své knihy (Prozaická Edda). Edda znamená islandsky prababička a toto slovo mohlo být použito s významem prazáklad skaldské poezie. Další význam slova edda může být ve zkomolenině jména Oddi, dvorce, kde Snorri vyrůstal a získal vzdělání či óðr (básnictví) nebo od latinského edo (píši, publikuji).

## Vznik a datace
Původní rukopis se nedochoval, ale zachovaly se tři opisy, z nichž Codex Regius byl podle starší předlohy opsán okolo roku 1270, posléze byl ztracen a zapomenut a znovu objeven až roku 1645 biskupem na Skálholtu Brynjólfurem Sveinssonem. Ten text považoval za starší dílo, z něhož Snorri Sturluson čerpal při sestavování své Eddy, a její autorství (nesprávně) připsal islandskému učenci a historiografovi Saemundovi Moudrému (1056–1133, odtud Saemundova Edda). Nalezený text opsal a roku 1662 poslal dánskému králi Frederikovi III., jenž ji uložil do své knihovny, a kniha tak dostala název Codex regius.
Není známo, kdy a kde eddické písně vznikly, a to proto, že tyto pohanské písně se na Islandu díky jeho izolovanosti a specifické situaci šířily ústně až do 13. století a na pergamen byly zapsány až díky křesťanské písemné kultuře. Některé písně byly sice pravděpodobně zapsány již ve 12. století, ale nejstarším zápisem, o němž víme s jistotou, jsou citace ve Snorriho Eddě z dvacátých let 13. století.
Je však možné říci, že jádro eddických písní vznikalo ve Skandinávii v 9. a 10. století a že Islanďané si toto jádro přivezli z Norska ve velké emigrační vlně po vítězství Haralda Krásnovlasého u Havrsfjordu a dál je pěstovali a rozšiřovali.
Většina islandských ság se však odehrává mezi lety 930–1030, takže je dnes toto století nazýváno v islandské historii söguöld (Doba ság). Ságy o králích a biskupech jsou pochopitelně zařazovány do období života dotyčné osobnosti.

## Literární styl
Eddická poesie se vyznačuje zejména aliterací několika metrických typů, heiti (užíváním básnických synonym) a používáním kenningů (složených básnických opisů). Zvláštním básnickým prostředkem je tmeze, což je rozdělení jednoho slova do dvou - např. každé slabiky do jednoho půlverše.

## Obsah
V eddických písních můžeme nalézt velké množství různorodých námětů, nejčastější jsou mytologické, ale také hrdinské, milostné a čistě historické, až životopisné (např. píseň Hyndluljóð)

### Mytologické písně
Význam těchto písní spočívá v tom, že se u jiných germánských národů vůbec nevyskytují, a nejsou ani doklady, že existovaly.
- Vědmina píseň (Völuspá) - Jedná se o nejznámější píseň celé sbírky. Je to jakési shrnutí islandské mytologie, popisuje začátek a konec bohů, lidí a světa. Celý text je stylizován do podoby věštby, oslovující boha Ódina.[2]
- Výroky Vysokého (Hávamál) - Jedná se o veršovanou sbírku přísloví, vložených do úst boha Ódina.[3] Jedná se o jakýsi návod, jak moudře žít, o shrnutí staré germánské životní filozofie. Učí především opatrnosti a vyhýbání se konfliktům.[4]Jedna z pasáží popisuje moc boha Ódina. Právě v této části je popsán vznik run, výroby runové sady a jejich použití.
- Píseň o Vaftrúdnim (Vafþrúðnismál) - Jedná se o básnický dialog mezi bohy Ódinem a Friggou, později mezi Ódinem a obrem Vafþrúðnirem. Jedná se o shrnutí staronorské kosmologie prostřednictvím líčení cesty Ódina k sídlu obra Vafþrúðnira. Je hojně citována v Prozaické Eddě.
- Píseň o Grímnim (Grímnismál) - Vypráví příběh o tom, jak nejvyšší bůh Ódin sestoupil na zem v podobě Grímnira. Byl ovšem omylem umučen králem Geirröthem, kterému se ovšem Ódin pomstil.
- Skírniho cesta (Skírnismál) - Jedná se o milostnou báseň, líčící příběh Skírniho a Jötunheimr.
- Píseň o Hárbardovi (Hárbarðsljóð) - Spor bohů Ódina a Tóra, parodie na islandské mýty.[5]
- Píseň o Hymim (Hymiskviða) - Líčí příběh boha Tóra.
- Lokiho pře (Lokasenna) - Bůh Loki uráží ostatní bohy, až je za to potrestán. Taktéž parodie ostatních písní, jakási snůška "drbů" na ostatní bohy.[6]
- Píseň o Trymovi (Þrymskviða) - Podobně jako píseň o Hymim je zpracováním tórovských mýtů.
- Píseň o Alvísovi (Alvíssmál) - Líčí, jak Tór lstí zabránil Alvísovi, aby se ucházel o jeho dceru.
- Baldrovy sny (Baldrsdraumar) - Rozvinutí jedné z epizod Vědminy písně.
- Píseň o Rígovi (Rígsþula) - Popisuje mytický vznik společenských stavů.
- Píseň o Hyndle (Hyndluljóð) - Popisuje mytický vznik jistého islandského rodu.[7][8]
- Píseň o Svipdagovi (Svipdagsmál) - vlastně milostná novela, složená ze dvou částí:
  1. Gróiny kouzelné písně (Gróugaldr)
  2. Píseň o Fjölsvinnovi (Fjölsvinnsmál)

### Hrdinské písně
Jejich námět až do doby stěhování národů (postava Attily, gótských králů)
- Píseň o Völundovi (Völundarkviða)
- První píseň o Helgim, vítězi nad Hundingem (Helgakviða Hundingsbana I.)
- Píseň o Helgim, synu Hjörvardovu (Helgakviða Hjörvarðssonar)
- Druhá píseň o Helgim, vítězi nad Hundingem (Helgakviða Hundingsbana II.)
- O Sinfjötliho smrti
- Grípiho věštba (Grípisspá)
- Píseň o Reginovi (Reginsmál)
- Píseň o Fáfnim (Fáfnismál)
- Píseň o Sigrdrífě (Sigrdrífumál)
- Zlomek písně o Sigurdovi (Brot af Sigurðarkviðu)
- První píseň o Gudrúně (Guðrúnarkviða I.)
- Krátká píseň o Sigurdovi (Sigurðarkviða inn skamma)
- Brynhildina cesta do podsvětí (Helreið Brynhildar)
- Zkáza Niflungů
- Druhá píseň o Gudrúně (Guðrúnarkviða II.)
- Třetí píseň o Gudrúně (Guðrúnarkviða III.)
- Oddrúnin nářek (Oddrúnargrátr)
- Stará píseň o Atlim (Atlakviða)
- Grónská píseň o Atlim (Atlamál in grænlensku)
- Gudrúnin nářek (Guðrúnarhvöt)
- Píseň o Hamdim (Hamdismál)
- Píseň o Grottu (Grottasöngr)